# Krista Vansant
Krista Vansant est une joueuse de volley-ball américaine née le 31 mars 1993 à Whittier (Californie). Elle mesure 1,88 m et joue au poste de réceptionneuse-attaquante.

## Clubs
| Club                     | De        | À         |
| ------------------------ | --------- | --------- |
| University of Washington | 2011-2012 | 2013-2014 |
| VBC Voléro Zurich        | 2015-2016 | …         |

## Palmarès

### Équipe nationale
- Coupe panaméricaine
  - Vainqueur : 2015[2]
- Jeux Panaméricains
  - Vainqueur : 2015[3]
- Championnat d'Amérique du Nord
  - Vainqueur : 2015.

### Clubs
- Coupe de Suisse
  - Vainqueur : 2016.
- Championnat de Suisse
  - Vainqueur : 2016.

### Distinctions individuelles
- Coupe panaméricaine de volley-ball féminin 2015 : Meilleure réceptionneuse-attaquante et MVP[4]
- Volley-ball féminin aux Jeux panaméricains de 2015 : Meilleure réceptionneuse-attaquante[3].